# Чанчжэн-6A

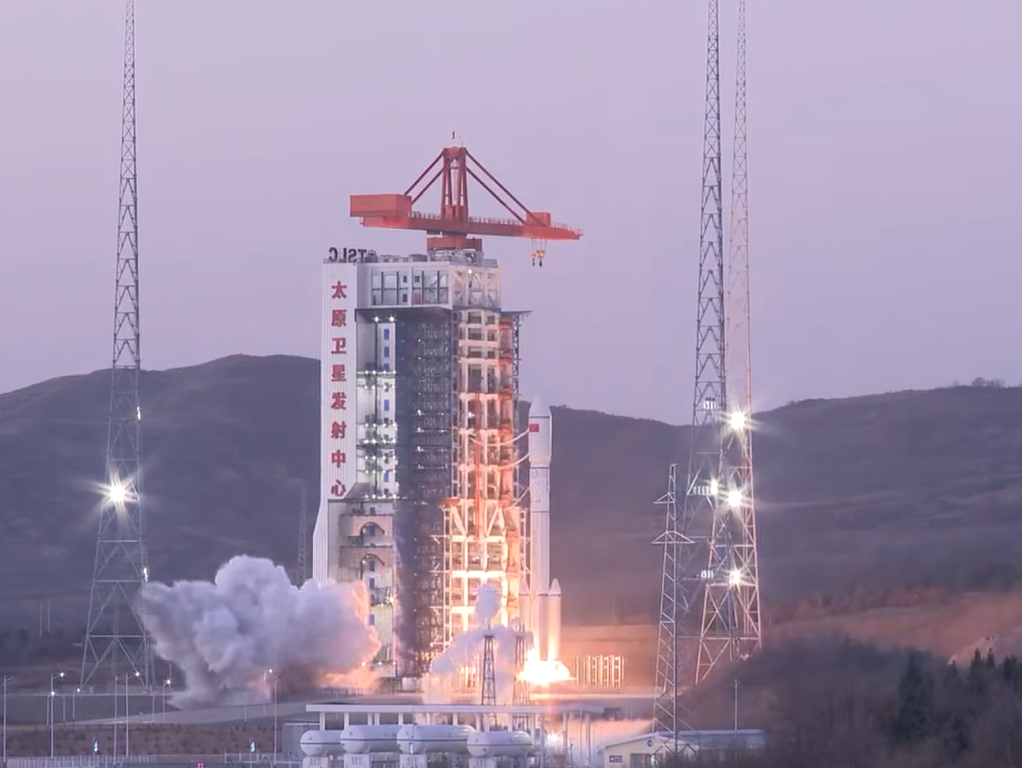
Старт носителя Чанчжэн-6A

Чанчжэн-6A (кит. трад. 长征六号甲运载火箭, пиньинь Chang Zheng 6A, CZ-6A, буквально: «Великий поход 6A», англ. Long March 6A, LM-6A) — китайская ракета-носитель семейства Чанчжэн. Чанчжэн-6А относится к новому поколению китайских ракет-носителей, использующих в качестве топлива керосин и жидкий кислород, в отличие от используемых ранее НДМГ и азотного тетроксида. Другие ракеты семейства Чанчжэн, относящиеся к этому поколению: тяжёлая модульная Чанчжэн-5, лёгкая Чанчжэн-6, средние Чанчжэн-7 и Чанчжэн-8 и разрабатываемый сверхтяжёлый носитель Чанчжэн-9.
Ракета Чанчжэн-6А создана Шанхайской академией космических технологий, (англ. Shanghai Academy of Spaceflight Technology, сокращённо SAST), выпускающей также лёгкий носитель Чанчжэн-6. Носитель Чанчжэн-6A во многом основан на технологиях и решениях, применяемых в Чанчжэн-6 и при первом запуске был обозначен как «модифированная Чанчжэн-6», но при этом имеет значительно большие размеры, впятеро большую стартовую массу, вшестеро большую стартовую тягу и вчетверо большие возможности по выведению полезной нагрузки, близкие к ракетам среднего класса Чанчжэн-7 и Чанчжэн-8. На ССО высотой 700 км Чанчжэн-6А выводит до 4 тонн.

## Конструкция
Чанчжэн-6A имеет две ступени с ЖРД, использующими криогенную топливную пару керосин-кислород и четыре твердотопливных ускорителя. Это первая китайская ракета-носитель, использующая и жидкостные двигатели, имеющие длительное время работы и высокую эффективность, и стартовые твердотопливные ускорители, обеспечивающие высокую тягу при более простой, чем ЖРД, конструкции. Предполагается, что возможно использование носителя Чанчжэн-6А в конфигурации с двумя твердотопливными ускорителями или вообще без ускорителей.
Длина носителя Чанчжэн-6А — 50 м, стартовая масса с четырьмя ускорителями — 530 тонн, что сравнимо со стартовой массой Фалькон-9, при этом выводимая Фалькон-9 на те же орбиты полезная нагрузка — в два с лишним раза больше. Возможности Чанчжэн-6А сравнимы с носителем Чанчжэн-8, имеющим меньшую стартовую массу, при этом головной обтекатель Чаньчжэн-6А имеет больший размер, чем у Чанчжэн-8, что позволяет выводить более объемные полезные нагрузки.

### Первая ступень
Первая ступень Чанчжэн-6А имеет тот же диаметр, что первая ступень Чанчжэн-6 — 3.35 м, но большую длину. На ней установлены два двигателя YF-100 (построен на базе советского РД-120) вместо одного такого двигателя на Чанчжэн-6. Суммарная тяга двигателей первой ступени — около 250 тонн, удельный импульс — 330 с на уровне моря и 335 с в вакууме.

### Вторая ступень
Вторая ступень Чанчжэн-6А имеет тот же диаметр, что и первая — 3.35 метра, в отличие от Чанчжэнь-6 со второй ступенью диаметром 2.5 метра. При этом, как и на Чанчжэнь-6, на второй ступени установлен один двигатель YF-115 c тягой 18 тонн и удельным импульсом 341.5 с. Для управления по крену и формирования орбиты, на которой отделяются космические аппараты, вторая ступень оснащена системой YF-86A, включающей 18 малых ЖРД тягой по 20 и 4 кг.

### Стартовые ускорители
Чанчжэн-6А использует четыре твердотопливных стартовых ускорителя диаметром 2 м, каждый из которых имеет качающееся сопло для управления полётом и обеспечивает тягу 120 тонн. Таким образом суммарная тяга на старте ракеты, создаваемая четырьмя ускорителями и двумя двигателями первой ступени — более 720 тонн.

## Стартовая площадка
Для запусков Чанчжэн-6А построен отдельный стартовый комплекс LA-9A на космодроме Тайюань. Заправка ракеты-носителя и другие предстартовые процедуры автоматизированы, что позволяет сократить время подготовки и производить запуски с интервалом в 14 дней. Первый запуск носителя состоялся в марте 2022 года, на солнечно-синхронную орбиту были выведены два спутника «Пуцзян-2» и «Тянькунь-2».

## Список запусков Чанчжэн-6А
| Номер п/п | Серийный номер | Дата (UTC)             | Стартовая площадка | Полезная нагрузка                  | Орбита          | Результат |
| --------- | -------------- | ---------------------- | ------------------ | ---------------------------------- | --------------- | --------- |
| 1         | Y1             | 29 марта 2022 09:50    | Тайюань, LA-9A     | Пуцзян-2, Тянькунь-2               | ССО             | Успех     |
| 2         | Y2             | 11 ноября 2022 22:52   | Тайюань, LA-9A     | Юнхай-3                            | ССО             | Успех     |
| 3         | Y5             | 10 сентября 2023 04:30 | Тайюань, LA-9A     | Яогань 40A, Яогань 40B, Яогань 40C | НОО             | Успех     |
| 4         | Y4             | 31 октября 2023 22:50  | Тайюань, LA-9A     | Тяньхуэй-5A, Тяньхуэй-5B           | ССО             | Успех     |
| 5         | Y3             | 26 марта 2024 22:51    | Тайюань, LA-9A     | Юньхай-3 02                        | ССО             | Успех     |
| 6         | Y7             | 4 июля 2024 22:49      | Тайюань, LA-9A     | Тяньхуэй-5 G02 (2 шт)              | ССО             | Успех     |
| 7         | Y21            | 6 августа 2024 06:42   | Тайюань, LA-9A     | Цяньфань-01...18 (Group 01)        | Полярная орбита | Успех     |
| 8         | Y20            | 15 октября 2024 11:06  | Тайюань, LA-9A     | Цяньфань-19...36 (Group 02)        | Полярная орбита | Успех     |
| 8         | Y22            | 5 декабря 2024 04:41   | Тайюань, LA-9A     | Цяньфань-37...54 (Group 03)        | Полярная орбита | Успех     |
| 9         | Y6             | 23 января 2025 05:15   | Тайюань, LA-9A     | Цяньфань-55...72 (Group 06)        | Полярная орбита | Успех     |
| 10        | Y9             | 11 мая 2025 13:27      | Тайюань, LA-9A     | Яогань-40 G02 (3 спутника РЭР).    | НОО             | Успех     |